# Lyžařské středisko Masikrjŏng

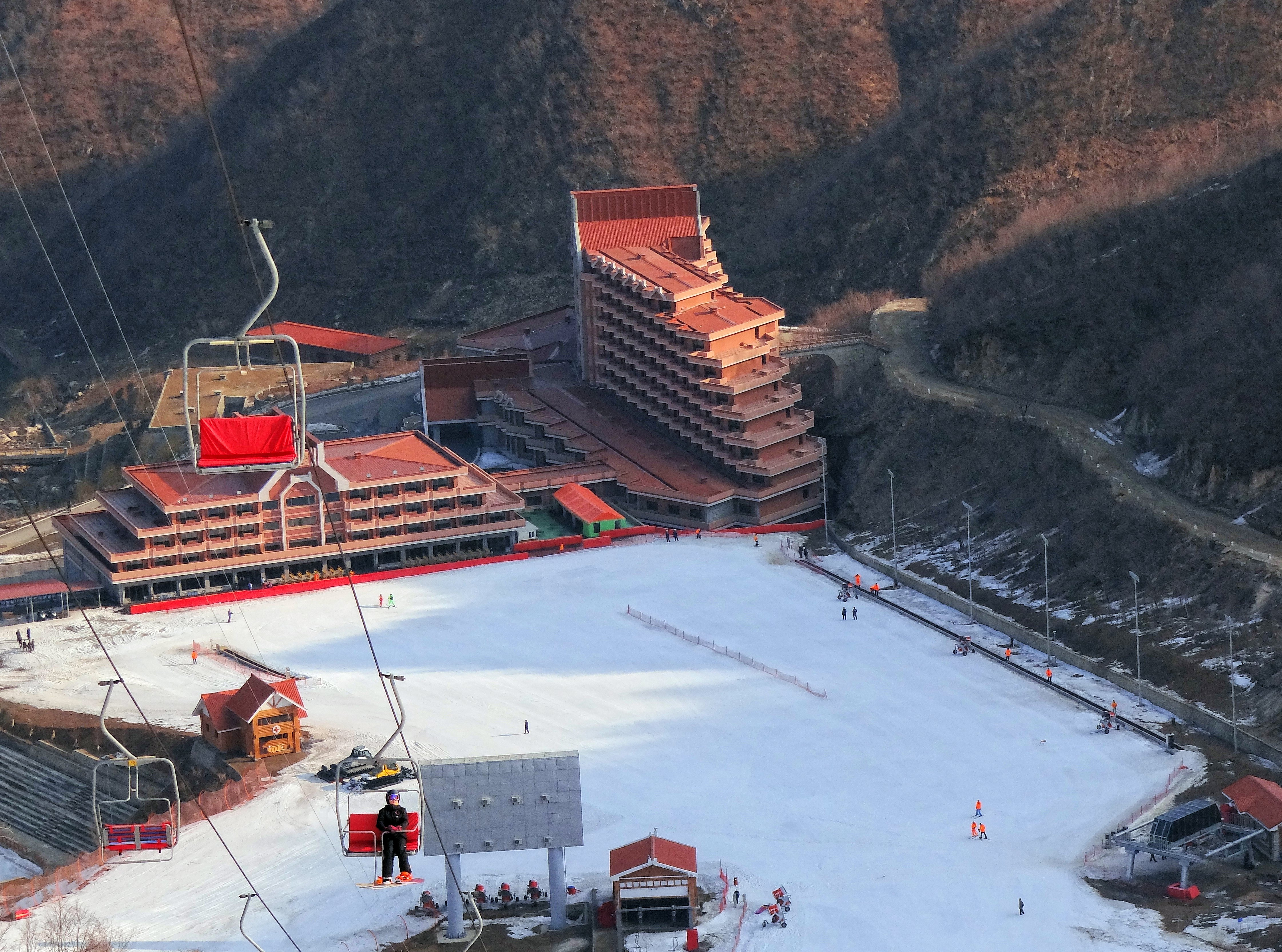
Pohled na hotel a lanovku

Lyžařské středisko Masikrjŏng (korejsky 마식령 스키장 – Masikrjŏng sŭkchi čang) je lyžařské středisko v provincii Kangwonu v Severní Koreji. Nachází se u hory Tähwa vysoké 1360 metrů ve vzdálenosti přibližně dvaceti kilometrů jihovýchodně od Wŏnsanu. Má rozlohu přibližně 2,43 čtverečního kilometru. Projekt prvního a doposud jediného severokorejského lyžařského střediska probíhal pod dohledem severokorejského vůdce Kima Čong-una, který se zde také několikrát nechal vyfotografovat.
Jako lanovka zde byla nainstalována 30 let stará lanovka původně z rakouského Ischglu, kterou Severní Koreji přeprodala Čínská lidová republika. 